# Trofeo Laigueglia 2017
Il Trofeo Laigueglia 2017, cinquantaquattresima edizione della corsa, valevole come evento dell'UCI Europe Tour 2017 e della Ciclismo Cup 2017, di categoria 1.HC, si svolse il 12 febbraio 2017 su un percorso di 192,5 km, con partenza e arrivo a Laigueglia. La vittoria fu appannaggio dell'italiano Fabio Felline, che completò il percorso in 4h54'01", alla media di 39,283 km/h, precedendo il francese Romain Hardy e il connazionale Mauro Finetto.
Sul traguardo di Laigueglia 78 ciclisti, su 178 partenti, portarono a termine la competizione.

## Squadre e corridori partecipanti
| N.      | Cod. | Squadra                       |
| ------- | ---- | ----------------------------- |
| 1-8     | WIL  | Wilier Triestina-Selle Italia |
| 11-18   | ALM  | AG2R La Mondiale              |
| 21-28   | AST  | Astana Pro Team               |
| 31-38   | FDJ  | FDJ                           |
| 41-48   | UAD  | UAE Abu Dhabi                 |
| 51-58   | ITA  | Italia                        |
| 61-68   | GAZ  | Gazprom-RusVelo               |
| 71-78   | DMP  | Delko-Marseille Provence-KTM  |
| 81-88   | NIP  | Nippo-Vini Fantini            |
| 91-98   | AND  | Androni Giocattoli-Sidermec   |
| 101-108 | FVC  | Fortuneo-Vital Concept        |
| 111-116 | ABS  | Aqua Blue Sport               |

| N.      | Cod. | Squadra                       |
| ------- | ---- | ----------------------------- |
| 121-128 | WVA  | WB Veranclassic Aqua Protect  |
| 131-138 | ICA  | Israel Cycling Academy        |
| 141-148 | DEN  | Direct Énergie                |
| 151-158 | BAR  | Bardiani-CSF                  |
| 161-168 | TNN  | Team Novo Nordisk             |
| 171-178 | UNI  | Unieuro Trevigiani-Hemus 1896 |
| 181-188 | AMO  | Amore & Vita-Selle SMP        |
| 191-198 | GME  | GM Europa Ovini               |
| 201-208 | SAN  | Sangemini-Mg.KVis             |
| 211-218 | TIR  | Tirol Cycling Team            |
| 221-227 | AZT  | D'Amico-Utensilnord           |

## Ordine d'arrivo (Top 10)
| Pos. | Corridore         | Squadra    | Tempo    |
| ---- | ----------------- | ---------- | -------- |
| 1    | Fabio Felline     | Italia     | 4h54'01" |
| 2    | Romain Hardy      | Fortuneo   | a 25"    |
| 3    | Mauro Finetto     | Delko-Mar. | s.t.     |
| 4    | Matteo Trentin    | Italia     | s.t.     |
| 5    | Cyril Gautier     | AG2R       | s.t.     |
| 6    | Francesco Gavazzi | Androni    | s.t.     |
| 7    | Arthur Vichot     | FDJ        | s.t.     |
| 8    | Matej Mohorič     | UAE        | s.t.     |
| 9    | Mattia Cattaneo   | Androni    | s.t.     |
| 10   | Romain Combaud    | Delko-Mar. | a 29"    |